# Joseph-René Gouézou

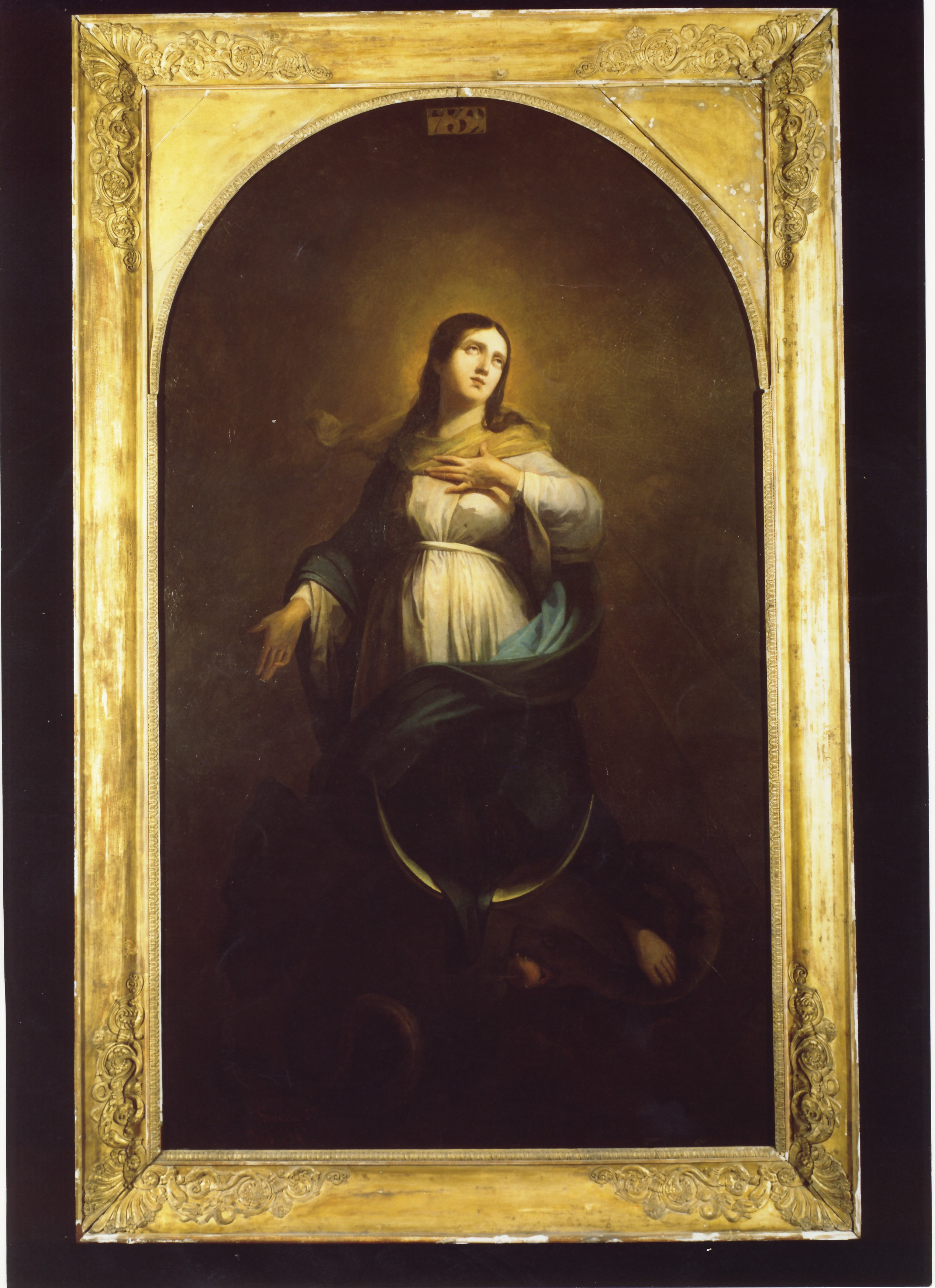
Mater Misericordiae, huile sur toile signé et daté par Joseph René Gouézou, Paris 1847. Il y a encore l'étiquette avec le numéro 732 avec laquelle il a participé au Salon de Paris de la même année.

Joseph-René Gouézou né le 14 février 1819 à Saint-Brieuc et mort le 24 février 1880 à Nantes est un peintre français.

## Biographie
Joseph-René Gouézou est né en 1819 à Saint-Brieuc.
Élève de Léon Cogniet, il expose au Salon de Paris de 1846 à 1872.
Il est mort le 24 février 1880 à Nantes.

## Œuvre
- Saint-Brieuc prêchant la morale chrétienne en Bretagne et Saint Guillaume consolant et écoutant son peuple, 1876, huile sur toile marouflée, Saint-Brieuc, chapelle Saint-Guillaume[5].
- La Vocation de Saint-Pierre, Candé, chapelle de l'hôpital[6]
- Sainte-Marguerite-Marie Alacoque recevant du Christ la dévotion du Sacré-Cœur, 1868, localisation inconnue[7].
- Le Rat qui s'est retiré du monde[3], localisation inconnue.
- Mater misericordiae[8],[3],[9], Rome, collection privée.
- Portrait de l'auteur[3], 1847, musée d'Art et d'Histoire de Saint-Brieuc.
- Portrait de Mme Rouxel mère[3], localisation inconnue.
- Portrait de M. Ch. Paturel, lieutenant de sapeurs-pompiers de la ville de Saint-Brieuc[3], localisation inconnue.
- Décoration intérieure du château de Robien, Le Fœil,  Inscrit MH (1946)[3].
- Portrait de femme[3], localisation inconnue.
- Monarchique, catholique et soldat[3], localisation inconnue.
- Le Kloarek[3], localisation inconnue.
- Charité militaire[3], localisation inconnue.
- Intérieur breton[3], localisation inconnue.
- Le Berceau vide[3], localisation inconnue.
- La Fête de l'Impératrice en Basse-Bretagne[3], localisation inconnue.
- La Résignation dans la prière[3], localisation inconnue.
- Une partie sous les cloches[3], localisation inconnue.
- Les deux gendarmes[3], localisation inconnue.
- L'Escarpolette improvisée[3], localisation inconnue.
- Une hutte de sabotier dans la forêt de Brocéliande[3], localisation inconnue.
- Récréation d'une religieuse de la Visitation Sainte-Marie[3], localisation inconnue.
- Baie et entrée du bassin à flot du Legué-Nairi[3], localisation inconnue.
- Le Livrage du sel dans les marais salants du bourg de Batz[3], localisation inconnue.
- La Communion, 1879, Nantes, église Notre-Dame-de-Bon-Port, chapelle Saint Louis[3].
- Christ consolateur, 1872, fresque au silicate de potasse, Nantes, tympan de l'église Notre-Dame-de-Bon-Port[10].
- Apparition de la sainte Vierge à Bernadette Soubirous (section monuments publics)[11], localisation inconnue.